# Islamitische Commissie van Spanje

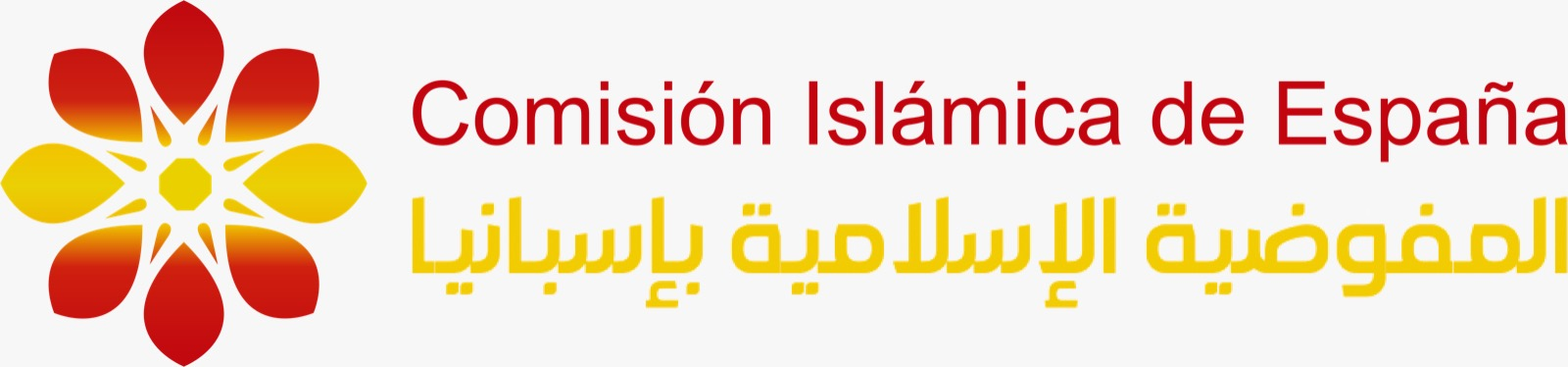
Logo van de Islamitische Commissie van Spanje.

Islamitische Commissie van Spanje (Spaans: Comisión Islámica de España) is het representatieve orgaan van de islam en moslims voor het burgerschap en de administratie voor de vertegenwoordiging, onderhandeling, ondertekening en follow-up van de islam - staatsovereenkomsten aangenomen in Wet 26/1992. De Islamitische Commissie van Spanje vergadert periodiek met vertegenwoordigers van de administratie in de Gemengde Paritaire Commissie; naast de conjuncturele communicatie met het Ministerie van het Presidentschap over wetgevende initiatieven, en met het Hoofddirectoraat van Religieuze Zaken van het Ministerie van Justitie.

## Historisch overzicht
In 1967 werd de eerste wet die moslims toestond om zichzelf te organiseren, na een kloof van eeuwen, afgekondigd in Spanje, wat leidde tot de oprichting in 1968 van de eerste lokale moslimvereniging in Spanje in de stad Melilla, en in 1971, de eerste nationale vereniging, de Vereniging van moslims in Spanje (AME), die haar hoofdkantoor heeft in de Spaanse hoofdstad Madrid. Onder de Spaanse grondwet wordt de Wet op de godsdienstvrijheid afgekondigd, die nu van kracht is, en de Unie van Islamitische Gemeenschappen van Spanje werd opgericht (UCIDE), evenals de Spaanse Federatie van Islamitische Religieuze Entiteiten (FEERI), die samen de Islamitische Commissie van Spanje (CIE) vormen. UCIDE is lid van de Moslimraad voor Samenwerking in Europa (MCCE) in Brussel, een adviesorgaan van de Europese Unie.